# Quản lý cải tổ
Quản lý cải tổ là một quá trình dành riêng cho đổi mới công ty. Nó sử dụng phân tích và lập kế hoạch để cứu các công ty gặp khó khăn và phục hồi khả năng thanh toán, và để xác định lý do cho sự thất bại trong hoạt động trên thị trường và khắc phục chúng. Quản lý cải tổ bao gồm đánh giá quản lý, lỗi lầm gốc gây ra phân tích và phân tích SWOT để xác định lý do tại sao công ty thất bại. Sau khi hoàn thành phân tích gdg, một kế hoạch chiến lược dài hạn và kế hoạch tái cấu trúc được tạo ra. Những kế hoạch này có thể hoặc không liên quan đến việc nộp đơn phá sản. Sau khi được phê duyệt, các chuyên gia cải tổ bắt đầu thực hiện kế hoạch, liên tục xem xét tiến độ của nó và thay đổi kế hoạch khi cần thiết để đảm bảo công ty trở lại khả năng thanh toán.

## Quản lý cải tổ
Người quản lý cải tổ còn được gọi là Người thực hành cải tổ và thường là người quản lý tạm thời, chỉ ở lại miễn là cần thiết để đạt được sự cải tổ. Nhiệm vụ có thể mất từ 3 đến 24 tháng tùy thuộc vào quy mô của tổ chức và mức độ phức tạp của công việc. Quản lý cải tổ không chỉ áp dụng cho các công ty đau khổ, trên thực tế nó có thể giúp đỡ trong mọi tình huống mà định hướng, chiến lược hoặc thay đổi chung về cách thức làm việc cần phải được thực hiện. Do đó, quản lý cải tổ có liên quan chặt chẽ với quản lý thay đổi, quản lý chuyển đổi và quản lý sau sáp nhập. Ví dụ, tình hình tăng trưởng cao là một kịch bản điển hình trong đó các chuyên gia cải tổ cũng giúp đỡ. Ngày càng có nhiều nhà quản lý cải tổ trở thành một cửa và cung cấp trợ giúp cho tài trợ của công ty (hợp tác chặt chẽ với ngân hàng và cộng đồng Private Equity) và với các công ty dịch vụ chuyên nghiệp (như luật sư và người hành nghề mất khả năng thanh toán) để có quyền truy cập vào toàn bộ các dịch vụ thường cần trong quy trình cải tổ. Hầu hết các nhà quản lý cải tổ là những người làm việc tự do và làm việc theo tỷ lệ ngày. Công việc thường liên quan đến việc đi lại thường xuyên. Những người khác làm việc cho các tập đoàn lớn và có vị trí cố định.

## Các giai đoạn
Các giai đoạn trong tái định vị của một tổ chức:
1. Giai đoạn định giá và đánh giá
2. Giai đoạn nhạy bén nhu cầu
3. Giai đoạn tái cấu trúc
4. Giai đoạn ổn định
5. Giai đoạn hồi sinh

Giai đoạn đầu tiên được phác họa là sự khởi đầu của sự suy thoái (1) . Các yếu tố gây ra tình huống này là những cải tiến mới của các đối thủ cạnh tranh hoặc sự suy giảm nhu cầu, dẫn đến mất thị phần và doanh thu. Nhưng các công ty ổn định cũng có thể thấy mình trong giai đoạn này, vì việc sử dụng sai hoặc sản xuất hàng hóa không thu hút cho khách hàng. Trong các tổ chức công cộng là những cú sốc bên ngoài, như chính trị hoặc kinh tế, những lý do có thể gây ra sự mất ổn định của hiệu suất.
Đôi khi sự khởi đầu của sự suy thoái có thể là tạm thời và thông qua một hành động khắc phục và phục hồi (2) đã được khắc phục.
Tình huống tái định vị (3) là điểm trong quy trình mà trong đó, hiệu suất được chấp nhận tối thiểu là lâu dài dưới giới hạn của nó. Trong các nghiên cứu thực nghiệm, hiệu suất cải tổ được đo lường thông qua các chỉ số thành công tài chính. Các biện pháp này bỏ qua các chỉ số hiệu suất khác như tác động đến môi trường, phúc lợi của nhân viên và trách nhiệm xã hội của công ty. Các nhà lãnh đạo tổ chức cần phải quyết định, nếu một thay đổi chiến lược nên xảy ra hoặc chiến lược hiện tại được giữ lại, điều này có thể dẫn đến mặt khác để tiếp quản công ty hoặc mất khả năng thanh toán. Trong các khu vực công cộng biểu diễn được đặc trưng bởi nhiều mục tiêu được tranh luận và xây dựng chính trị. Tuy nhiên, các tiêu chí biểu diễn khác nhau được sử dụng bởi các bên liên quan khác nhau và ngay cả khi việc sử dụng nó dẫn đến cùng một tiêu chí, có khả năng các trọng số khác nhau áp dụng cho chúng. Vì vậy, nếu một tổ chức công cộng nằm trong tình huống cải tổ, thì nó phải tuân theo các khía cạnh của hiệu suất (ví dụ: công bằng, hiệu quả, hiệu quả) cũng như cách tiếp cận về tầm quan trọng tương đối của chúng. Quan điểm chính trị này cho thấy rằng việc sẩy thai trong một dịch vụ công cộng có thể xảy ra khi các bên liên quan chính đang không hài lòng với hiệu suất và do đó sự tồn tại của một tổ chức có thể không rõ ràng. Trong khu vực công, sự thành công và thất bại được đánh giá bởi các cơ quan cao hơn ban cho các nguồn lực tài chính, pháp lý hoặc các nguồn lực khác nhau trên các nhà cung cấp dịch vụ.
Nếu người ra quyết định chọn tham gia một khóa học mới, vì nhận ra rằng các hành động là bắt buộc để ngăn chặn sự suy giảm đang diễn ra, trước tiên họ cần tìm kiếm các chiến lược mới (4) . Câu hỏi cần được đặt ra ở đây là, nếu việc tìm kiếm một chiến lược tái định vị nên có sự tham gia và phi tập trung hoặc bí mật và tập trung hoặc trực quan và gia tăng hoặc phân tích và hợp lý. Ở đây, việc lựa chọn phải được thực hiện nhanh chóng, vì sự cải tổ thứ hai có thể không thực hiện được sau một hiệu suất kém mới hoặc hiện có. Điều này có nghĩa là, một quy trình chiến lược nén là cần thiết và do đó có thể ngăn chặn sự tham gia và phân tích sâu rộng. Điều tương tự cũng áp dụng cho khu vực công, bởi vì các cơ quan công quyền rất dễ thấy và chịu áp lực chính trị để nhanh chóng thực hiện kế hoạch phục hồi.
Là giai đoạn thứ năm đạt được, việc lựa chọn một chiến lược mới (5a) đã được thực hiện bởi công ty. Đặc biệt là nhà nghiên cứu thường tập trung vào một trong những quá trình tái định vị này. Hầu hết trong số họ tập trung vào cấu trúc và tác động của nó đến hiệu suất của chiến lược đã được thực hiện. Nhà khoa học thậm chí còn tuyên bố rằng một thành công thương mại là một lần nữa có thể xảy ra sau một thất bại của công ty. Nhưng các nhóm không thích rủi ro khác nhau, như nhà cung cấp, khách hàng hoặc nhân viên có thể chống lại sự thay đổi hoặc hoài nghi về việc thực hiện chiến lược. Những trường hợp này có thể dẫn đến một sự phong tỏa của việc thực hiện. Ngoài ra, kết luận là có thể hiểu được, rằng không có chiến lược thoát nào được tìm thấy (5b), kết quả là một số mục tiêu không thể đạt được. Trong khu vực công rất khó tìm ra một chiến lược có thể phục hồi, do đó có thể dẫn đến một thất bại vĩnh viễn. Trường hợp cũng có thể là, mặc dù một kế hoạch phục hồi là khả thi về mặt kỹ thuật, nó có thể không được thực thi chính trị.
Hàm ý của chiến lược mới (6) xảy ra trong giai đoạn thứ sáu sau đây. Nó là một yếu tố cần thiết quyết định thành công của tổ chức và phải là một yếu tố cơ bản của mô hình cải tổ hợp lệ. Tuy nhiên, điều quan trọng cần lưu ý là không có nghiên cứu thực nghiệm nào đặt ra một chiến lược cải tổ nhất định.
Các kết quả của các chiến lược cải tổ có thể dẫn đến ba cách khác nhau. Trước hết một sự suy giảm giai đoạn cuối (7a) có thể xảy ra. Điều này có thể xảy ra đối với các tình huống, trong đó một chiến lược tồi đã được chọn hoặc một chiến lược tốt có thể đã được thực hiện kém. Một kết quả có thể tưởng tượng được là một thất bại tiếp tục (7b) . Dưới đây là kế hoạch tái cấu trúc thất bại, nhưng các thành viên chi phối trong công ty và môi trường vẫn tin rằng việc tái định vị là có thể. Nếu đó là trường hợp, họ cần phải khởi động lại ở giai đoạn bốn và tìm kiếm một chiến lược mới. Liệu một kết quả của chiến lược mới có tốt không, một bước ngoặt (7c) được gọi là thành công. Điều này đạt được, khi điểm chuẩn thích hợp của nó đạt đến mức thành công thương mại, giống như trường hợp trước khi bắt đầu suy giảm. Điều này thường được đo lường trong một khung thời gian từ hai đến bốn năm.

## Kỹ thuật
Có các kỹ thuật khác nhau có thể được áp dụng để gây ra sự tái định vị. Bốn kỹ thuật chính được gọi là Thay thế, Tái định vị, Thay thế và Gia hạn:

### Cắt giảm
Chiến lược Cắt giảm của quản lý cải tổ mô tả các hành động ngắn hạn trên phạm vi rộng, để giảm tổn thất tài chính, ổn định công ty và chống lại các vấn đề, gây ra hiệu suất kém. Do đó, nội dung thiết yếu của chiến lược Cắt giảm là để giảm phạm vi và quy mô của một doanh nghiệp thông qua Chiến lược thu hẹp có chọn lọc. Điều này có thể được thực hiện bằng cách bán tài sản, từ bỏ các thị trường khó khăn, ngăn chặn các dây chuyền sản xuất không có lợi nhuận, thu hẹp và gia công. Các thủ tục này được sử dụng để tạo ra các nguồn lực, với mục đích sử dụng chúng cho các hoạt động năng suất cao hơn và ngăn ngừa tổn thất tài chính. Do đó, việc điều chỉnh lại là tất cả về một định hướng hiệu quả và tập trung vào hoạt động kinh doanh cốt lõi. Mặc dù nhiều công ty bị cấm để thực hiện cắt giảm, một số trong số họ đã vượt qua được sự kháng cự. Kết quả là họ có thể có được vị thế thị trường tốt hơn bất chấp sự cắt giảm mà họ đã thực hiện  và tăng năng suất và hiệu quả. Hầu hết những nhà quản lý thậm chí còn đề cập rằng, việc cải tổ thành công mà không có sự cắt giảm theo kế hoạch hiếm khi khả thi.

### Tái định vị
Chiến lược tái định vị, còn được gọi là "chiến lược kinh doanh", cố gắng tạo doanh thu với những cải tiến mới và thay đổi trong danh mục sản phẩm và vị thế thị trường . Điều này bao gồm phát triển các sản phẩm mới, thâm nhập thị trường mới, khám phá các nguồn doanh thu thay thế và sửa đổi hình ảnh hoặc sứ mệnh của một công ty.

### Thay thế
Thay thế là một chiến lược, trong đó các nhà quản lý hàng đầu hoặc Giám đốc điều hành (CEO) được thay thế bằng những người mới. Chiến lược cải tổ này được sử dụng, bởi vì theo lý thuyết, các nhà quản lý mới mang lại sự phục hồi và thay đổi chiến lược, là kết quả của kinh nghiệm và nền tảng khác nhau từ công việc trước đây của họ. Cũng cần phải biết rằng, CEO mới có thể gây ra vấn đề, gây cản trở để đạt được sự thay đổi. Ví dụ, nếu họ thay đổi các thói quen có tổ chức hiệu quả hoặc tạo các chi phí và hướng dẫn quản trị mới. Thay thế đặc biệt đủ điều kiện cho các tình huống với các CEO có quan điểm, những người không thể suy nghĩ vô tư về một số vấn đề nhất định. Thay vào đó, họ dựa vào kinh nghiệm trong quá khứ để điều hành doanh nghiệp hoặc coi thường tình hình là ngắn hạn. Do đó, các nhà lãnh đạo lành nghề không nhận ra rằng một sự thay đổi trong chiến lược kinh doanh là cần thiết để giữ cho công ty tồn tại. Cũng có những tình huống, trong đó CEO nhận thấy rằng một chiến lược hiện tại không thành công như mong muốn. Nhưng điều này không có nghĩa là họ có khả năng hoặc thậm chí đủ điều kiện để hoàn thành một bước ngoặt. Là một công ty chống lại sự thay thế của một nhà lãnh đạo, điều này có thể kết thúc trong một tình huống, nơi quá trình suy giảm sẽ được tiếp tục. Kết quả là nhân viên từ chức, tổ chức mất uy tín và các tài nguyên còn lại sẽ cạn kiệt theo thời gian.

### Sự đổi mới
Với một Đổi mới, một công ty theo đuổi các hành động dài hạn, được cho là kết thúc trong một hiệu suất quản lý thành công. Bước đầu tiên ở đây là phân tích các cấu trúc hiện có trong tổ chức. Việc kiểm tra này có thể kết thúc bằng việc đóng cửa một số bộ phận, phát triển thị trường / dự án mới hoặc mở rộng trong các lĩnh vực kinh doanh khác. Đổi mới cũng có thể dẫn đến hậu quả trong một công ty, như loại bỏ các thói quen hoặc tài nguyên hiệu quả. Mặt khác, các năng lực cốt lõi đổi mới được triển khai, kết luận là sự gia tăng kiến thức và ổn định giá trị công ty.

## Rào cản hay thử thách
Ba rào cản hoặc thách thức quan trọng mà ban quản lý phải đối mặt trong bất kỳ chương trình tái định vị nào:
1. Thiết kế : Kiểu tái cấu trúc nào phù hợp để đối phó với thách thức, vấn đề hoặc cơ hội cụ thể mà công ty phải đối mặt?
2. Thực thi: Làm thế nào quá trình tái cấu trúc nên được quản lý và nhiều rào cản đối với việc tái cấu trúc vượt qua sao cho càng nhiều giá trị được tạo ra càng tốt? [11]
3. Tiếp thị : Việc tái cấu trúc nên được giải thích và miêu tả như thế nào cho các nhà đầu tư để giá trị được tạo ra trong công ty được ghi có đầy đủ vào giá cổ phiếu của nó?